# Quintus Sertorius

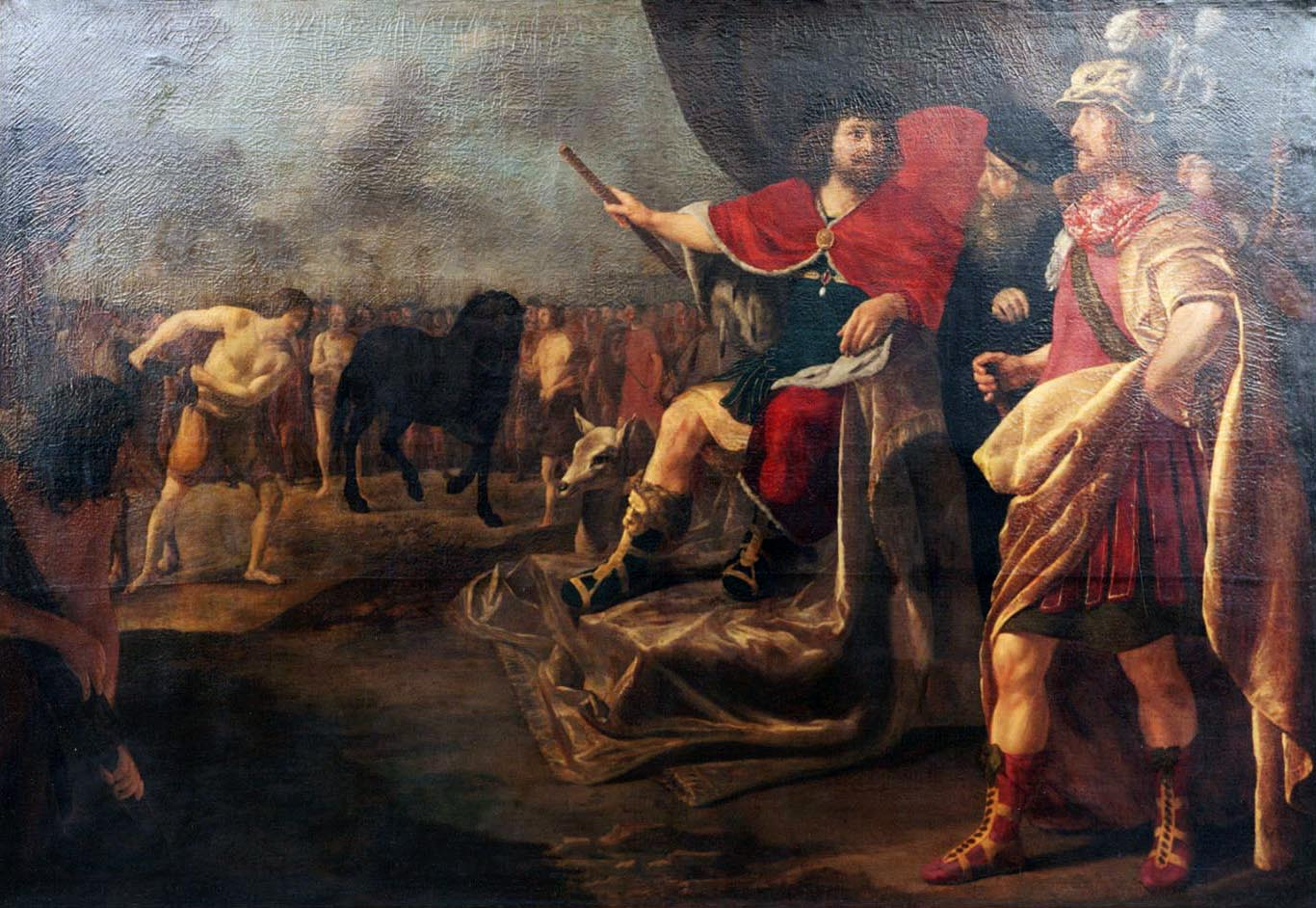
Schilderij van Gerard van Kuijl over Quintus Sertorius en de paardenstaart.

Quintus Sertorius (123 v.Chr.-72 v.Chr.) was Romeins politicus en generaal. Van 83 v.Chr. tot 72 v.Chr. heerste hij als rebel over Spanje zonder benoeming door de Senaat. Als veldheer behaalde hij successen tegen de secondant van Sulla, Gnaeus Pompeius. Sertorius werd gezien als een nieuwe Hannibal vanwege zijn gave om met minimale middelen de overwinning te behalen in het gezicht van een overmacht. In 72 v.Chr. werd hij door een jaloerse officier, Perperna Vento, vermoord tijdens een banket.

## Jonge jaren
Sertorius werd in 123 v.Chr. in de plaats Nursia in Italië geboren. Zijn familie was lid van de lokale aristocratie, maar had nog geen senator of magistraat in Rome voortgebracht. Als Homo Novus was Sertorius later de eerste van de familie die in Rome senator werd. Zijn vader stierf toen hij vrij jong was waardoor zijn moeder Rhea de jongen alleen moest opvoeden. Op slechts 18-jarige leeftijd was hij aanwezig bij de dramatische Slag bij Arausio, waar de Romeinen hun grootste nederlaag leden sinds de Slag bij Cannae. Sertorius verloor zijn paard en raakte gewond, maar wist zich in veiligheid te brengen door over de Rhône te zwemmen. De overwinnaars, de Germaanse Cimbri en Teutoni, werden later door Gaius Marius verslagen. Tijdens Marius' campagne werd Sertorius meerdere malen onderscheiden en gepromoveerd voor zijn moed, met name bij een operatie als spion.
Enkele jaren later, in 97 v.Chr., diende hij als tribunus militum in Spanje. Gelegerd in de stad Castulo werd het Romeinse garnizoen (dat zich overgegeven had aan drank en geen discipline meer had) door de lokale bevolking aangevallen, die genoeg had van het wangedrag en hulp vroeg aan de nabijgelegen Oretani. De krijgers van de Oretani werden binnengelaten door de inwoners van Castulo en richtten een slachting aan onder de legionairs. Sertorius, niet verantwoordelijk voor de slechte staat van de troepen, wist met enkele kameraden te ontkomen en verzamelde buiten de stad de overlevenden. Terwijl andere soldaten de andere poorten bewaakten leidde Sertorius zijn mannen de stad in waarna elke Celtiberische man die oud genoeg was om wapens te dragen vermoord werd. Na dit huzarenstukje strafte hij de Oretani. Hij liet zijn mannen de kleren van de gedode Spanjaarden aantrekken, en marcheerde met hen naar de stad van de Oretani. Denkend dat het de terugkerende krijgers waren openden ze de poorten en al snel hadden de Romeinen de stad overweldigd, waarna elke inwoner als slaaf verkocht werd.

## Vroege politieke carrière
De behaalde successen in Spanje droegen bij aan zijn populariteit en zorgde ervoor dat hij tot quaestor werd gekozen, waarmee zijn politieke carrière begon. Tijdens de Bellum sociorum was hij belast met het rekruteren, trainen en leiden van troepen, maar zijn precieze rang is onbekend. In vergelijking met andere Romeinse officieren leidde hij zijn mannen op een gevaarlijke manier, door zelf vaak mee te vechten. Dit zorgde onder andere voor een blind oog, iets waar hij trots op was als een altijd zichtbare trofee die getuigde van zijn moed. Onder het volk werd hij steeds populairder getuige een enthousiast applaus dat hij ontving toen hij een theater binnentrad. 